# Zbór Kościoła Chrześcijan Baptystów w Orzeszu
Zbór Kościoła Chrześcijan Baptystów w Orzeszu – zbór Kościoła Chrześcijan Baptystów znajdujący się w Orzeszu, przy ulicy Leśnej 6.
Nabożeństwa odbywają się w każdą niedzielę o godzinie 10:30 i czwartek o godzinie 18:00.